# Zákány
Zákány is een plaats (község) en gemeente in het Hongaarse comitaat Somogy. Zákány telt 1278 inwoners (2001).